# قشلاق حاج طالب
قشلاق حاج طالب هي قرية في مقاطعة بارس أباد، إيران. عدد سكان هذه القرية هو 118 في سنة 2006.